# Chlorops comoroensis
Chlorops comoroensis är en tvåvingeart som beskrevs av Curtis W. Sabrosky 1979. Chlorops comoroensis ingår i släktet Chlorops och familjen fritflugor. Inga underarter finns listade i Catalogue of Life.